# Приміщення
Примі́щення — частина внутрішнього об'єму будівлі, обмежена будівельними елементами, з можливістю входу і виходу. Приміщенням називають простір, обмежений з усіх сторін стінами (у тому числі з вікнами і дверима) зі стелею (перекриттям) і підлогою. Простір під горищем і простір, огороджений сітчастими захисними конструкціями, не є приміщенням.

## Види
За призначенням:
- Житлове приміщення — опалюване приміщення, розташоване у наземному поверсі, призначене для цілорічного проживання і яке відповідає санітарно-гігієнічним вимогам щодо мікроклімату і повітряного середовища, природного освітлення, допустимих рівнів нормованих параметрів відносно шуму, вібрації, ультразвуку та інфразвуку, електричних та електромагнітних полів та іонізованого випромінювання.
- Нежиле приміщення — належить до житлового комплексу, але не відноситься до житлового фонду і є самостійним об'єктом цивільно-правових відносин.[2]
- Технічне приміщення — приміщення для розміщення обладнання тепловузлів, бойлерних, щитових, венткамер, комутаторів, радіовузлів, машинних відділень ліфтів, холодильних устав та ін.
- Допоміжне приміщення — призначені для забезпечення експлуатації будинку та побутового обслуговування мешканців будинку (сходові клітини, вестибюлі, перехідні шлюзи, позаквартирні коридори, візкові, кладові, сміттєкамери, горища, підвали, шахти й машинні відділення ліфтів, вентиляційні камери та інші технічні приміщення). Може бути розташоване поза межами дво- або багатоквартирного будинку.[3][4]

За будовою:
- Вбудовані приміщення — є частиною внутрішнього об'єму будівлі.
- Прибудовані приміщення — прибудовані до основної будівлі та мають з нею хоча б одну спільну стіну.[5]
- Вбудовано-прибудовані приміщення — частина внутрішнього об'єму є частиною внутрішнього об'єму основної будівлі, а інша частина — прибудованою.